# 아나 무글라리스
아나 무글라리스(Anna Mouglalis, 1978년 4월 26일 ~ )는 프랑스의 배우이다.

## 출연 작품
- 마이 리틀 원 (2019)
- 더 샌드위치 아일랜드 맨 (2015)
- 안나의 눈물 (2015)
- 질투 (2013)
- 포토 (2012)
- 키스 오브 뱀파이어 (2011)
- 맘무스 (2010)
- 세르주 갱스부르 (2010)
- 샤넬과 스트라빈스키 (2009)
- 에로틱 컴필레이션 (2008)
- 난 항상 갱스터가 되고 싶었다 (2007, J'ai toujours rêvé d'être un gangster)
- 사르트르 앤 드 보부아르가 (2006)
- 검은 바다 (2006)
- 범죄 소설 (2005)
- 애프터 위어 곤 (2004)
- 리얼 라이프 (2004)
- 겨울 여행 (2004)
- 남성전용회사에서 놀기 (2003)
- 새로운 인생 (2002)
- 노보 (2002)
- 갇힌 여인 (2000)
- 초콜릿 고마워 (2000)